# Groupe des quatre
Pour les articles homonymes, voir G4 et G-4.
Le Groupe des Quatre (abrégé en G4 ou, plus officiellement, en G-4) est une alliance entre l'Allemagne, le Brésil, l'Inde et le Japon se soutenant mutuellement afin que ces États puissent obtenir chacun un siège permanent au Conseil de sécurité des Nations unies. À la différence du G7 dont les dénominateurs communs sont l'économie et la politique, le but clairement affirmé du G-4 est l'obtention par chacun de ces pays du statut de membre permanent du Conseil de sécurité.

## Origine
Malgré un accord de principe de la part de la quasi-totalité des pays membres de l'ONU sur la nécessité d'améliorer et d'ouvrir le Conseil de sécurité des Nations unies, plusieurs nations, dont des membres permanents, ont exprimé leurs réticences voire leur mécontentement face aux propositions du Groupe des quatre.
Ainsi par exemple, la Chine s'oppose-t-elle fermement à la candidature du Japon tandis que les États-Unis la soutiennent sans réserve. En revanche, ces derniers sont assez réservés face à la candidature de l'Allemagne pourtant soutenue par la Russie, la France et le Royaume-Uni.
Ces deux derniers pays ont d'ailleurs annoncé qu'ils soutenaient les revendications du G-4. Toutefois, des pays proches géographiquement des membres du G-4 s'opposent à leurs efforts. Ainsi et de manière simplifiée, le Pakistan s'oppose à la candidature de l'Inde, l'Espagne et l'Italie sont contre le statut de l'Allemagne en tant que membre permanent, tandis que la Corée du Sud a un avis négatif sur la présence du Japon au sein du groupe et même son de cloche de la part du Mexique et de l'Argentine vis-à-vis du Brésil.[réf. nécessaire]
Le G4 a alors suggéré d'inclure deux nations africaines lors de l'élargissement du Conseil de sécurité. Plusieurs conférences ont lieu durant l'été 2005 mais malgré les efforts de l'Union africaine, aucun choix ne fut fait, en partie parce que l'Égypte, le Nigéria et l'Afrique du Sud ne souhaitaient pas laisser passer une telle occasion d'avoir une plus grande influence à l'échelle mondiale.